# Marcello Quintanilha
Marcello Quintanilha (Niterói, Rio de Janeiro; 10 de noviembre de 1971) es un historietista, ilustrador y escritor brasileño.

## Biografía
De formación autodidacta, Quintanilha debutó como autor cuando aún iba al instituto, con varias historietas de artes marciales para la revista Mestre Kim (1990). En aquella época firmaba con el seudónimo Marcello Gaú porque no creía que el dibujo pudiera convertirse en su profesión.Después de graduarse, estuvo trabajando como animador y durante un tiempo lo compaginó con ilustraciones e historietas para distintos editores brasileños.
En 1999 publicó su primera novela gráfica, Fealdade de Fabiano Gorila, basada en la vida de su padre y en como enfrenta la adversidad tras el caos surgido por la muerte del presidente Getúlio Vargas. Ese mismo año conoció en el salón del cómic de Belo Horizonte al dibujante François Boucq, quien le convenció para enviar un porfolio a editoriales europeas. Gracias a esa recomendación, la editorial belga Le Lombard contactó con él para que dibujase el primer volumen de la serie Siete balas para Oxford, guionizada por Jorge Zentner y Montecarlo, ambos afincados en España. Quintanilha se mudó a Barcelona en 2002, donde ha vivido desde entonces, e ilustró los siete volúmenes de la serie desde 2003 hasta 2012.
Al mismo tiempo siguió publicando novelas gráficas centradas en la sociedad brasileña y el género negro, tales como Salvador (2005), Sábado dos meus amores (2009) y Almas públicas (2011). En 2014 obtuvo reconocimiento internacional con Tungsteno, un drama costumbrista ambientado en Salvador de Bahía, que fue galardonada con el Fauve Polar a la mejor obra de género negro en el Festival Internacional de Angulema de 2016. A esta le siguieron Talco de vidrio (2015), Luzes de Niterói (2019) e incluso una novela, Deserama (2020).
En 2021 publicó el cómic Escucha, hermosa Márcia, ambientado en una favela de Río de Janeiro y que trata sobre la tormentosa relación entre una madre y su conflictiva hija. La obra supuso el mayor éxito de Quintanilha hasta la fecha y obtuvo varios premios de la industria, entre ellos el Fauve d'Or al mejor álbum del año del Festival Internacional de Angulema en 2022, el galardón a la mejor obra extranjera en el Salón del Cómic de Barcelona en 2023, y el premio Jabuti de Literatura al mejor cómic brasileño.

## Obra

### Cómic
- Fealdade de Fabiano Gorilla (Conrad, 1999)
- Sept Balles pour Oxford (Le Lombard, 2003-2012), guion de Zentner y Montecarlo.
- Salvador (Casa 21, 2009).
- Almas públicas (Conrad, 2011)
- Tungsteno (Veneta, 2014), editado en España por La Cúpula y ECC.
- Talco de vidrio (Veneta, 2015), editado en España por La Cúpula.
- Luces de Niterói (Veneta, 2019), editado en España por ECC.
- Escucha, hermosa Márcia (Veneta, 2021), editado en España por Astiberri.

### Novela
- Deserama (Veneta, 2019)

## Premios y reconocimientos
- Premio Fauve Polar a la «mejor obra de género negro» en Angulema por Tungsteno (2016).[6]
- Premio Fauve d'Or al «mejor álbum» en Angulema por Escucha, hermosa Márcia (2022).[10]
- Premio Jabuti de Literatura al «mejor cómic brasileño» por Escucha, hermosa Márcia (2022).[9]
- Premio Grampo de Oro al «mejor cómic brasileño» por Escucha, hermosa Márcia (2022).[11]
- Premio a la «mejor obra extranjera» en el Salón del Cómic de Barcelona por Escucha, hermosa Márcia (2023).[8]